# Il fantasma di Canterville
Il fantasma di Canterville (The Canterville Ghost) è un celebre racconto giovanile di Oscar Wilde del 1887 di genere fantastico umoristico. Pubblicato per la prima volta sulla rivista The Court and Society Review, il racconto ebbe un enorme successo e alcuni elementi della storia sono entrati nell'immaginario popolare. Del racconto sono stati realizzati numerosissimi adattamenti per il cinema, la televisione e il teatro.

## Trama

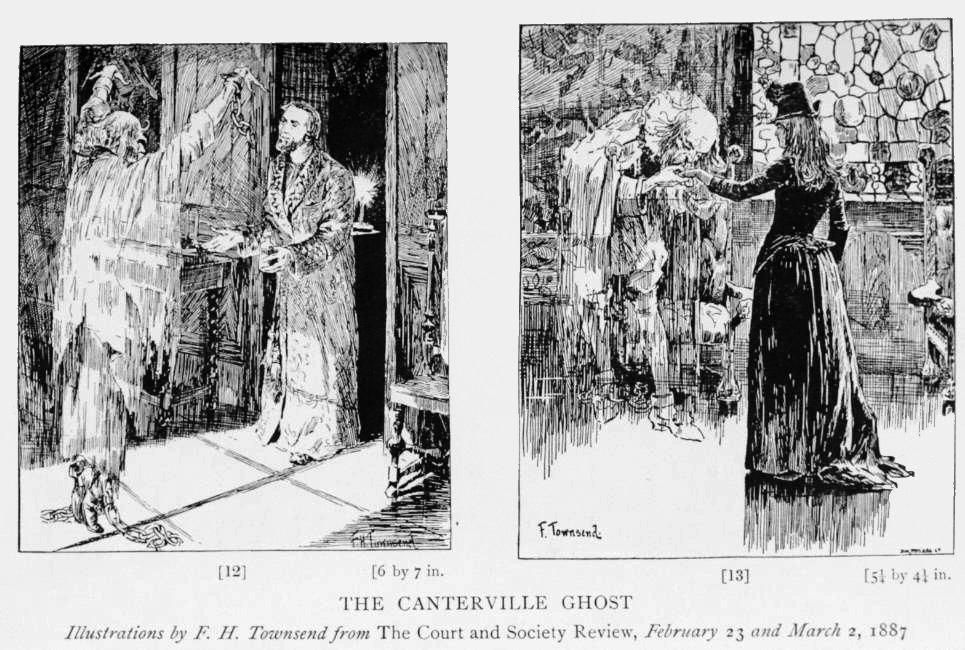
Illustrazione del 1914 per Il fantasma di Canterville

Inghilterra, fine dell'Ottocento. Hiram Otis è l'ambasciatore degli Stati Uniti d'America che, seguendo la moda dell'epoca, acquista un castello inglese vicino alla cittadina di Ascot. Membri della famiglia Otis sono anche sua moglie Lucrezia, ex beltà della crème americana, il figlio maggiore Washington, la timida quindicenne Virginia e i due terribili e disobbedienti gemelli Stars e Stripes, vivaci e terribili. Il castello acquistato dagli Otis è infestato dal fantasma di Sir Simon, scorbutico nobiluomo del tardo Cinquecento, costretto a passare l'eternità tra le mura del castello finché un'antica profezia non verrà compiuta. Questa profezia riguarda una giovane dall'animo puro che dovrà versare lacrime per un peccatore. Subito si crea tra gli Otis e il fantasma una sorta di ostilità fatta di scherzi e trucchi più o meno macabri. 
Uno dei motivi del contendere è la macchia di sangue sul tappeto del salone: questa macchia è il ricordo di dove cadde la sposa di Sir Simon, Lady Eleanor, che il marito uccise in un momento di collera perché ella era incapace di attendere alle faccende domestiche. Washington è un fautore del super smacchiatore Pinkerton, e con questo si adopera per detergere la macchia. A nulla valgono gli avvertimenti della governante, Mrs. Umney: la macchia viene puntualmente ritrovata. Mentre la famiglia stabilisce legami di buon vicinato con i nobili locali, Virginia passa molto tempo tra le mura del castello, in compagnia della governante. È l'unica cui sembra importare realmente della sorte di Sir Simon e anche l'unica che veda in lui del buono. Trascorre diverso tempo e il castello subisce modifiche sostanziali: perde quel suo stato di lugubre residenza inglese e diventa una casa di campagna americana, con tendine e enciclopedie colorate.
Il fantasma, da tempo vittima degli scherzi dei terribili gemelli, si fa vedere solo una sera alla settimana, cercando di sfuggire alle angherie dei familiari di Virginia, la quale nel frattempo si è fidanzata con un nobile del vicinato, il giovane Lord Cecil. Una sera incontra il fantasma e gli parla: da qui nasce un rapporto compassionevole col fantasma che porterà la giovane a versare lacrime per l'anima tormentata del fantasma e a compiere l'antica profezia. Dopo che i suoi familiari (e il giovane duca) l'hanno cercata per ore, la fanciulla ricompare improvvisamente. Virginia conduce i suoi alla camera segreta dove trovano lo scheletro incatenato di Sir Simon. Quattro giorni dopo, Sir Simon viene sepolto con una solenne cerimonia celebrata dal Reverendo Augustus Dampier, alla presenza dei Canterville, degli Otis e di Mrs. Umney.
Il racconto si sposta più avanti e ritroviamo Virginia ormai adulta. Il marito, Lord Cecil, le chiede di raccontare ciò che ha visto nell'aldilà, ma ella gli nega di soddisfare questa curiosità dicendo che è per il bene del defunto, lasciandoci con il dubbio del mistero. Il testo del racconto differisce nelle versioni teatrali che ne sono scaturite. In una versione teatrale, Virginia (che somiglia alla defunta moglie di Sir Simon) torna dal mondo dei morti dopo aver "salvato l'anima" del fantasma e si ricongiunge con la sua famiglia. Quindi compare il promesso sposo, Lord Cecil, che è il medesimo attore del fantasma, quasi a voler stabilire un rapporto ultraterreno tra le due anime.

## Personaggi
- Sir Simon di Canterville: il fantasma peccatore che quando era ancora in vita uccise la consorte
- Hiram Otis: primo ministro americano; è un buon padre di famiglia
- Lucrezia Otis: la moglie di Hiram, è una bella donna della borghesia americana, ossessionata dalla pulizia
- Washington Otis: il figlio maggiore, amante della vita mondana, che parla poco ma agisce molto
- Virginia Otis: la secondogenita quindicenne, dal carattere timido e riservato
- I gemelli Otis: i terribili gemelli che fanno scherzi al fantasma, detti "Stelle e Strisce"
- Mrs. Umney: la governante, nata e cresciuta all'ombra del castello
- Cecil: ragazzo inglese, innamorato e futuro sposo di Virginia
- Lady Eleanor: moglie uccisa da Sir Simon

## Adattamenti

### Cinematografici e teatrali
- Lo spettro di Canterville (1944) Film interpretato da Charles Laughton ambientato nel tempo di guerra e con una trama notevolmente rimaneggiata.
- The Canterville Ghost (opera, 1966) Opera teatrale del compositore russo Alexander Knayfel
- Il fantasma di Canterville (opera, 2000) Opera teatrale del compositore italiano Claudio Scannavini
- Il fantasma di Canterville da Oscar Wilde (regia, traduzione e adattamento di Daniela Remiddi)
- Adattamento televisivo del 1974 con David Niven nella parte del fantasma.
- The Canterville Ghost (1985) Film TV interpretato da Richard Kiley
- Il fantasma di Canterville, adattamento televisivo del 1986 interpretato da Alyssa Milano e John Gielgud
- Fantasma per amore (The Canterville Ghost), adattamento televisivo del 1996 interpretato da Patrick Stewart e Neve Campbell
- Adattamento televisivo del 1997 TV interpretato da Ian Richardson e Celia Imrie
- Il Fantasma di Canterville (1994) commedia musicale di Franco Travaglio.
- Sir Simon - Il mio amico fantasma (Das Gespenst von Canterville), film tv tedesco del 2005, diretto da Isabel Kleefeld.
- Canterville - Un fantasma per antenato (Le Fantôme de Canterville) film franco-belga del 2016 diretto da Yann Samuell.

### Fumetti
- Il Fantasma di Canterville, adattamento a fumetti coi personaggi Disney uscito su Topolino ad opera di Sisti/Marini, fedele all'originale a parte alcuni cambi dovuti ai personaggi (i gemelli diventano tre) e al pubblico (succo di pomodoro al posto del sangue).